# Алыгулов, Максат Алгазыевич
Максат Алгазыевич Алыгулов (род. 21 декабря 2000, Талас) — киргизский футболист, нападающий клуба «Алга».

## Клубная карьера
В начале карьеры выступал за клубы первой лиги Кыргызстана «Талас» и «Живое». В 2018 году занял третье место в споре бомбардиров северной зоны первой лиги (16 голов).
В высшей лиге Кыргызстана Алыгулов дебютировал в составе столичной «Алги» 7 апреля 2019 года в игре против «Нефтчи» (0:1).
Летом 2019 года перешёл в «Абдыш-Ату» из Канта. В первом сезоне играл как за основную команду в чемпионате Кыргызстана так и за фарм-клуб в Первой лиге Кыргызстана. Во встрече с «Лидером» (2:1) в августе 2019 года Алыгулов был признан лучшим игроком кантского клуба, а затем и лучшим игроком месяца в Премьер-лиге Кыргызстана. В январе 2020 года вместе с командой стал победителем предсезонного Кубка Ала-Тоо. По ходу сезона 2020 года Алыгулов четырежды признавался лучшим игроком матча и стал лучшим бомбардиром своего клуба с 7 забитыми голами. Кроме того, нападающий помог вывести клуб в финал Кубка Кыргызстана, забив единственный гол в полуфинале с «Алгой» (1:0), благодаря чему был признан лучшим игроком матча.
Зимой 2021 года нападающий находился на просмотре в молдавском «Сфынтул Георге» и белорусской «Ислочи». По итогам сезона 2021 года «Абдыш-Ата» стала второй в чемпионате, а Алыгулов — вторым в бомбардирской гонке (13 голов). В следующем сезоне клуб из Канта улучшил свой результат в чемпионате и впервые завоевал «золото».
С января 2023 года — игрок «Алги».

## Карьер в сборной
Весной 2021 года участвовал в Кубке трёх наций в Непале в составе олимпийской сборной Кыргызстана, где сыграл в двух играх. Летом 2021 года главный тренер национальной сборной Кыргызстана Александр Крестинин включил Алыгулова в расширенный список команды на предстоящие товарищеские игры.

## Достижения
- Чемпион Кыргызстана: 2022
- Серебряный призёр чемпионата Кыргызстана: 2021